# Apseudomorpha glebosa
Apseudomorpha glebosa är en kräftdjursart som först beskrevs av Menzies 1953.  Apseudomorpha glebosa ingår i släktet Apseudomorpha och familjen Metapseudidae. Inga underarter finns listade i Catalogue of Life.